# Alessandro Guidi di Romena

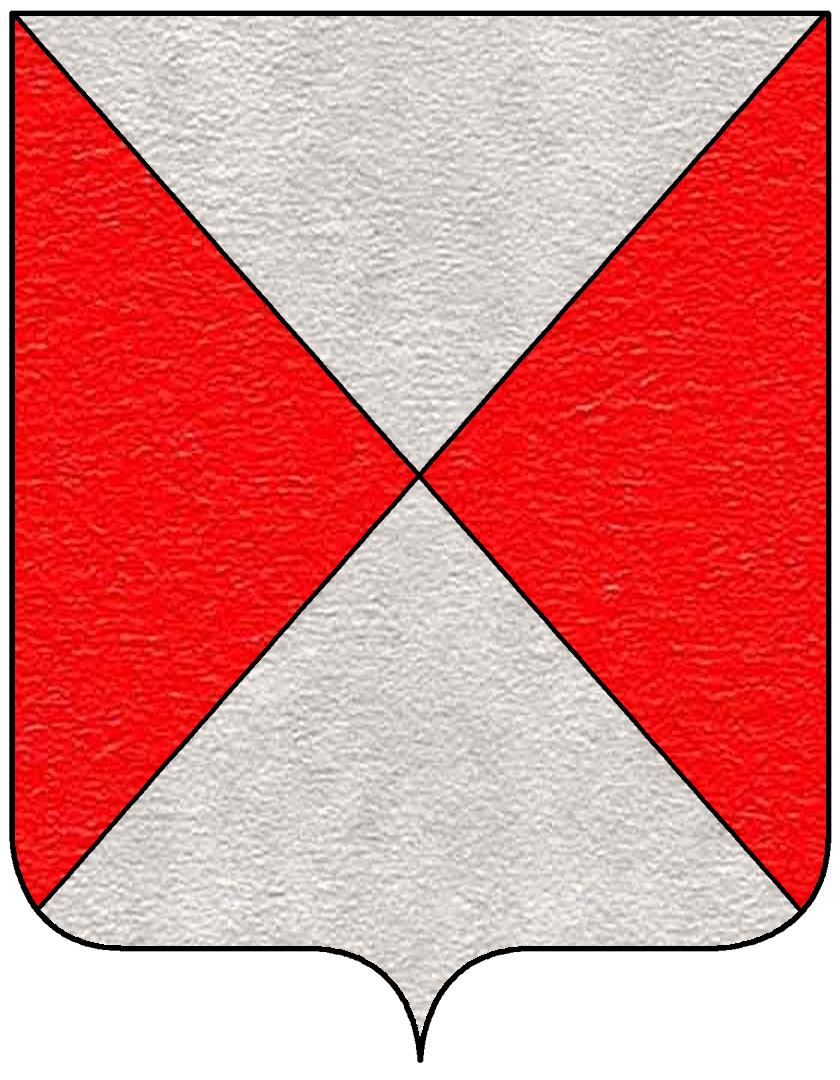
Stemma dei Guidi di Romena

Il Conte Alessandro Guidi di Romena (... – novembre 1303), era un nobile vissuto tra il XIII e il XIV secolo e appartenente alla famiglia dei Conti Guidi del ramo del Castello di Romena..

## Biografia
Era figlio di Guido I di Romena e fratello di Guido, Ildebrandino, Aghinolfo e altre due sorelle.
In gioventù intraprese la carriera ecclesiastica, ma dopo essere diventato Canonico di Faenza rinunciò. Nel 1288 fu podestà di Faenza e lo stesso anno Capitano Generale della taglia guelfa di Toscana e Maresciallo pontificio in Romagna.
Dal 1280 fu sposato a Caterina de' Fantoli di Cerfugnano, dalla quale però non ebbe figli.
Egli è citato nella Divina Commedia (Inferno XXX, v. 77) come responsabile, con i fratelli, della morte di Mastro Adamo, che venne spinto da loro a falsificare il peso aureo del fiorino, prima di essere arrestato e arso vivo nel 1281.